# La lucina
La lucina è un romanzo di Antonio Moresco pubblicato nel 2013.

## Trama
Il protagonista, del quale non viene mai citato il nome, si ritira a vivere in montagna in un borgo completamente abbandonato. “Sono venuto qui per sparire” è la prima riga del romanzo. La natura che lo circonda ha qualcosa di misterioso, animali e piante sembrano ignorare la sua presenza, agiscono unicamente in base al proprio istinto.
Una notte l'uomo vede sulla montagna di fronte a sé una lucina che perfora il buio, ma non ricorda di avere mai notato un edificio. Il giorno dopo, alla luce del sole, non riesce a individuare la fonte. Quando scende al paese per la spesa, domanda delucidazioni al negoziante, secondo il quale nessuno più abita nel luogo da lui indicato. Lo rimanda a un esperto di avvistamenti di UFO, lui si reca a trovarlo piuttosto scettico; infatti l'uomo, un albanese, si limita a registrare su una mappa di avvistamenti il punto in cui lui ha visto la lucina.
Il protagonista si mette alla ricerca da solo, percorrendo in auto un sentiero sulla montagna fino ad arrivare a una casa isolata nel bosco, dove vede un bambino. Nessuno in paese sembra saperne nulla. Il protagonista torna ancora, e riesce a scoprire che il bambino vive da solo senza genitori, e che è lui ad accendere ogni notte la luce che si vede dall'altra parte del monte. Finalmente il bambino lo fa entrare in casa, dove può constatare che effettivamente vive da solo e fa tutto da sé, dal bucato, alle pulizie alla cucina. Inoltre, la sera frequenta anche la scuola.
In paese, tuttavia, escludono che esista una scuola serale. Una notte, il protagonista si apposta fuori dall'edificio e riconosce il bambino che esce insieme agli altri con la sua cartella. Tornato a casa sua lo affronta ed ottiene una confessione: il bambino è morto. Tutti i bambini della scuola serale sono bambini morti.
Il piccolo è stanco perché lavora troppo, sta facendo le pulizie nella casa vicino alla propria; deve prepararla per l'arrivo del protagonista.

## Personaggi

### Il protagonista
Nessuno dei personaggi del romanzo ha un nome.
Il protagonista si presenta con una dichiarazione lapidaria: “sono venuto qui per sparire” (p. 9).
Non sarà dato sapere al lettore da cosa o da chi egli desideri sparire. Il protagonista possiede le stesse caratteristiche di altri personaggi dell'autore, come il fuggiasco del racconto Clandestinità o il protagonista del romanzo Gli incendiati. I personaggi delle opere di Antonio Moresco sono infatti spesso uomini o donne che si perdono volontariamente nelle periferie delle grandi città o ai margini della civiltà, in un luogo disabitato e per molti versi inospitale, seppure bellissimo per la natura incontaminata che vi predomina.
Nel caso de La lucina il desiderio di dissoluzione dell'uomo è sublimato dalla solitudine del luogo e dalla povertà della casetta dove egli abita, senza nessuno dei comfort del mondo civile, della città, tranne che per la luce elettrica, che illumina anche la casetta del bambino. Il protagonista scorge, al di là della valle che divide due colli, il tenue chiarore che da essa promana nel buio assoluto.

### Il bambino
Egli si presenta “in calzoncini corti, con la testa rasata, in una cucina“ (p. 63).
Per sua stessa ammissione, il bambino è morto suicida.
Vive da solo, nella casa della lucina, si lava il bucato a mano, le lenzuola nelle quali di notte fa ancora la pipì, e va alla scuola serale, con altri bambini morti che lo hanno soprannominato Stucco, per via della sua abitudine di mangiare lo stucco che fissa i vetri delle finestre della scuola.
Il maestro lo punisce continuamente perché “non capisce niente“ e gli dà brutti voti, fino allo zero.
Il bambino lascia intendere che tutte queste umiliazioni sono state la causa del suo suicidio, anche se non lo dice esplicitamente.

### Il paesaggio
Ne La lucina, il paesaggio si identifica con un bosco lussureggiante fino all'eccesso, nel quale muschio, licheni, piante di ogni genere continuano incessantemente ad avanzare e ad inghiottire e cancellare le tracce dell'esistenza umana, ruderi, muri, viottoli e sentieri, nutrendosi quasi cannibalescamente di se stesse.

### Gli animali
Anche gli animali ne La lucina interagiscono con silenzi e parole con il protagonista.
Le rondini si mostrano come “folli frecce che però non volano come frecce, strappano, si conficcano, invertono improvvisamente direzione, gridano" (p. 83), apparendo, anche con le loro frasi bislacche, creature schizofreniche in preda a uno stato mentale di agitazione.
Durante il racconto vengono descritte mute di cani silenziosi o abbaianti, volpi, tassi, lucciole, farfalle.
Tutti questi esseri sono estremamente eloquenti nelle loro mosse, nelle esitazioni e nelle fughe e sono sempre capaci di parlare senza parole e di evocare sentimenti fortissimi, contribuendo alla rappresentazione di situazioni ironiche e tragiche.

### Gli abitanti del borgo
Il piccolo borgo a valle della casa del protagonista è abitato da alcuni esseri umani.
Si tratta di personaggi minori: il bidello della scuola serale, anche lui morto, ma che è voluto tornare alla sua occupazione di un'intera vita, la titolare del piccolo negozio di generi alimentari; il bovaro, cercatore di ufo; i vecchi del paese; una donna araba velata che lavora nei campi. Tutti questi personaggi rappresentano un'umanità ridotta ai minimi termini, inerte, rinunciataria, immobile e soggiogata dalla prepotente supremazia della natura circostante.

## Tematiche

### Il rapporto con la natura
Farfalle, rondini, cani e animali selvatici, ma anche microorganismi, talvolta assediano, invadono e soverchiano letteralmente gli ambienti o i personaggi de La lucina fino a diventare l'io narrante e rappresentano una realtà primordiale più antica e più longeva dell'uomo stesso.
Le rondini colpiscono l'attenzione del protagonista con i loro insoliti e folli voli, che egli vede come manifestazioni di una totale mancanza di razionalità e addirittura di senso, tipica delle malattie mentali come la schizofrenia.
Esse si rivolgono a lui, che le ha interrogate sul significato delle loro traiettorie, e gli rispondono "noi voliamo come non ci hai mai visto volare" (p. 83).
Gli animali qui "rappresentano una sacralità 'satanica' o parodistica rispetto alla religione istituzionalizzata" (Marano, La lotta per nascere , p. 19), dal sapore fortemente classico, pagano.

### La buca
La buca, che in questo romanzo è lo scarico del water della casa del protagonista e del bambino, e che in altri romanzi e racconti di Moresco è raffigurata come una vulva o una bocca, rappresenta la voragine spalancata, dalla quale può uscire un suono o una musica e nella quale oggetti e addirittura esseri umani possono essere fagocitati e scomparire inghiottiti.
Nel romanzo il protagonista osserva e descrive il tentativo di far sparire nello scarico del water una piccola farfalla morta che ha rinvenuta su di un davanzale.
La buca, sotto forma di bocca, o vulva, è un topos ricorrente nelle opere di Antonio Moresco, fino a dare il titolo, la buca, ad uno dei racconti de Il Combattimento, nel quale essa rappresenta una sorta di punto di contatto tra il mondo dei vivi e quello dei morti, tra la vitalità del "sopra" e la disgregazione del "sotto", il regno dei morti e della corruzione, rappresentata dalle feci, dai rifiuti, dalle viscere degli animali che vi vengono gettate.

### L'esplosione escrementizia
"L'esplosione escrementizia"  (Marano, La lotta per nascere, p. 20) simbolicamente rappresenta nelle opere di Moresco la rigenerazione, la mutazione ricreativa, che assume spesso un carattere sonoro, musicale, che allude pertanto alla produzione artistica, alla creazione dell'opera.
Le rondini, che volano in modo incomprensibile, si preparano a migrare, ad andare altrove, "verso quel folle viaggio di cui non conoscono neanche la meta" (La lucina, p. 87), e per tutta risposta all'interrogazione del protagonista, una di esse lo centra in piena fronte con uno schizzo di escremento lasciato cadere come a volergli indicare simbolicamente la meta. La rigenerazione consiste nell'atto di defecare raffigurato come un'esplosione.
Da tale esplosione deriva la creazione.

### La solitudine
Tutti i personaggi del romanzo, a partire dal protagonista, sono immersi in una condizione di isolamento e sono avvolti nell'oscurità, nella quale si muovono come in una condizione naturale e inevitabile.
La solitudine di Antonio Moresco "è quella rinfrancante e rinfrescante di Giacomo Leopardi  che elegge a proprio idolo polemico la concezione immunitaria della letteratura e la sua illusione tipicamente ideologica del poter sfuggire o ripararsi dalla morte" (Marano, La lotta per nascere, p. 21).
Il romanzo si apre con una lapidaria dichiarazione del protagonista: "sono venuto qui per sparire, in questo borgo abbandonato e deserto di cui sono l'unico abitante" (p. 9).
È una condizione di fuggitivo che si riscontra anche nei personaggi delle altre opere di Moresco, tutti marcati da un tratto di personale isolamento, dal quale non è possibile liberarsi per mezzo di nessuna tradizionale forma di socialità, ma solo attraverso gesti estremi e metafisici, fusioni attraverso il buio, o la fiamma.
Nel romanzo La lucina il bambino, i vecchi, il bidello, e perfino il grosso cane rottweiler dalle zampe spezzate incontrato per strada dal protagonista sono pervasi da un profondo senso di solitudine.

### La condizione infantile
Il piccolo abitante della casa dalle cui finestre il protagonista vede filtrare la lucina, così come il bambino del racconto La buca, incarna per l'autore il tema a lui caro sviluppato ne Gli esordi; la sua particolare condizione di orfano, autosufficiente nella piccola casina, rappresenta letterariamente la fine del soggetto e la nascita dell'autore (Marano, la lotta per nascere, p. 21) e si coniuga con una condizione che, oltre ad essere costituita dall'infanzia, coincide con una povertà di spirito che ha un forte sapore d'innocenza. Si tratta di riferimenti autobiografici dell'autore, che per sua stessa ammissione dichiara di essere stato uno studente classificato come mediocre dalla scuola (Antonio Moresco e Dario Voltolini, Scrivere sul fronte occidentale,  p. 47) ed è un intellettuale estraneo alla comunità letteraria tradizionale.
Il bambino è un diverso, un emarginato, e per questo incarna una figura assoluta, che si eleva sulla banalità della normalità per rappresentare un'innocenza quasi evangelica che richiama personaggi come il Principe Myškin di Dostoevskij o il Don Chisciotte di Cervantes, soggetti letterari estremamente cari a Antonio Moresco.
Egli rappresenta la chiave di volta dell'esperienza del protagonista, il quale si è immerso nell'isolamento e nell'oscurità della solitudine del borgo disabitato per indursi ai minimi termini, per andare verso un altrove del quale non sa assolutamente niente. Sono proprio quell'ignoranza e quell'inconsapevolezza che garantiscono l'autenticità della sua esperienza.
La lucina della casetta del bambino, dall'altra parte della valle, lo incuriosisce e lo richiama, rappresenta per lui il faro che lo guida attraverso lo scuro intrigo della notte e del bosco inestricabile. Essa lo conduce verso l'epilogo, che però, così come è raccontato e lasciato sospeso, costituisce un punto di partenza e non di arrivo, un inizio e non una fine : (Protagonista): "vieni!" (Bambino): "ma non si vedono più i sentieri! Non si può andare da nessuna parte! Non si vede niente!" (Protagonista): "vieni!" (Bambino) Gli do la manina, me la prende, con la sua grande mano. "Dove andiamo?" Gli chiedo: (Protagonista): "non lo so" (p. 167).
Anche nel tessuto narrativo il bambino è uno strumento di una rivoluzione diventando nell'ultimo breve capitolo l'io narrante, che per tutto il romanzo era stato il protagonista adulto, assumendo egli il ruolo di nuovo protagonista, nell'incognita irrisolta del finale.
Questo è un altro tema caro a Antonio Moresco: la fusione dei corpi attraverso la morte e la supremazia della luce sull'oscurità, oscurità che però deve essere attraversata senza esitazioni e senza alcuna certezza.

### L'increato
La scrittura è per Moresco "indice dell'increazione" (Cristiano, La lotta per nascere, p. 182). Con questo termine egli vuole significare che ogni parola viene fissata sulla pagina mentre sta ancora nascendo e rappresenta il rifiuto di qualunque tentativo di definizione, di standardizzazione della produzione letteraria.
La scrittura intesa in tal senso come increazione è al tempo stesso scelta di una parola e scarto di tutte le altre parole.

### Il caos naturale
Il paesaggio montano nel quale è ambientato il racconto è dominato da una natura rigogliosa in continua avanzata sulle rovine di vecchi insediamenti umani. Esso è la rappresentazione metaforica del Caos, un altro tema costante nella produzione letteraria di Antonio Moresco. Il brulicante procedere della flora, costituita da miriadi di grovigli di muschi, licheni, arbusti che crescono perfino in aria e che si insinuano nei muri decrepiti, invade e sgretola le vie segnate dall'uomo.
Essa è la raffigurazione del Caos, che è l'essenza della vita, in quanto pòlemos, battaglia di organismi, dalle cellule ai batteri, alle spore, guerra di forme di vita contro altre forme di vita. 
La metafora della natura è estesa da Antonio Moresco in tutta la sua produzione: il suo presupposto non è la conservazione ma la dissipazione, il trauma della distruzione e della morte, che però rappresenta l'unico modo per l'autore di creare nuova vita (Marano, La lotta per nascere, p. 24).
In termini letterari essa costituisce l'incognita del nuovo inizio conseguente alla fine della distruzione, che l'artista deve accettare in tutta la sua tragicità.
Il romanzo descrive lo sviluppo di questa guerra della natura nel corso delle stagioni, con l'esplosione dei fiori, la loro inutile e breve esistenza troncata da una violenta grandinata, l'arrivo e la scomparsa delle rondini, il silenzio compatto e uniforme della neve, il flagello costante della pioggia.

### Realtà e chaos: il Nistagmo
Reale, per Antonio Moresco “è soltanto il contagio del chaos” (Marano, La lotta per nascere, p. 26).
L'individuo ha una sua sostanza solo se messo in relazione con il tutto che lo circonda. 
La lucina che il protagonista scorge nel buio dall'altra parte della vallata è un filo che congiunge due esseri e che pertanto consente al protagonista di percepire se stesso in rapporto con qualcun altro nella solitudine totale in cui è immerso.
La visione della realtà nella scrittura di Moresco è stata individuata da parte della critica come una risultante di un disturbo della vista del quale soffre l'autore, il nistagmo (Antonio Moresco, Carla Benedetti, La visione).
A causa di tale malattia, che causa un costante tremolio dei bulbi oculari, il soggetto ha una visione malferma e tremolante, che gli impedisce di distinguere perfettamente i contorni delle cose che osserva.
In senso letterario, un tale disturbo coincide con una visione del mondo nella quale ogni cosa si presenta come instabile, in continuo divenire, e nel rapporto tra i soggetti il confine tra l'uno e l'altro è impossibile da segnare.
I corpi pertanto sono percepiti e rappresentati sempre sul punto di invadersi reciprocamente, e il mondo si manifesta come un chaos in un ciclo di continua espansione e distruzione.
Durante la notte il terreno su cui sorge la casetta del protagonista è scosso dalle violente vibrazioni di terremoto, tutto sembra crollare tutto da un momento all'altro.
Il terremoto rappresenta l'incombente distruzione delle cose da parte della natura.

### L'esordio
Strettamente legato al tema dell'increato e del Chaos è quello dell'esordio.
Per Antonio Moresco, così come nella natura tutto avviene in virtù della continua dissipazione capace di rigenerare ogni essere, in letteratura la parola si offre alla distruzione per dare vita a nuova parola.
Il tema dell'esordio come momento di distruzione che prelude alla costruzione è rappresentato ne La lucina nella continua successione di notte e giorno, di buio e luce, senza mai un esito, in un percorso circolare che non si interrompe con la fine del romanzo. Il significato di tale cerchio è che non vi può essere raggiungimento della luce se non attraversando il buio, e così il protagonista non potrà entrare in contatto con la lucina che emana dalla casa del bambino se non attraversando la valle e il fitto bosco che li separa.
Il protagonista e il bambino, una volta ricongiuntisi, dovranno affrontare ancora il buio stavolta insieme, per cercare una nuova luce.
L'esortazione del protagonista al bambino titubante (“Vieni!”) è anche un grido lanciato dallo scrittore come monito per chi voglia affrontare l'esperienza della creazione artistica, la quale non può essere autentica se non è il risultato di "una scrittura costantemente in esordio" (Cristiano, La lotta per nascere, p. 167).

### Il silenzio
Nelle primissime battute del romanzo, il protagonista è seduto su di una sedia di ferro nello spiazzo antistante la sua casetta.
Il sole è appena tramontato e nel buio che incombe egli osserva una rondine che afferra col becco un insetto per cibarsene.
“Il silenzio è tale che riesco persino a sentire il clangore del suo corpo che continua a soffrire stritolato e smembrato dentro il corpo dell'altro animale mentre risale inebriato nel cielo” (p. 10).
Il silenzio in Moresco diventa “campo percettivo” (Casagrande, La lotta per nascere, p. 42). Attraverso il silenzio è possibile lasciare spazio all'osservazione del movimento terribile della natura, fino alla percezione dello scricchiolìo del corpo dell'insetto nel becco della rondine. In termini letterari il silenzio costituisce quindi un mezzo per descrivere la realtà in senso vero, non a due dimensioni, piatta e virtuale come nella letteratura tradizionale, ma aggiungendo una terza dimensione che è quella di una profondità che muta di momento in momento proprio per effetto di ciò che racconta.
Il rapporto tra il silenzio e la parola in Moresco è un rapporto di interdipendenza, dove il primo permette alla seconda di rappresentare la realtà in tutta la sua forma magmatica.
Quasi al termine del romanzo, il protagonista afferma: “Non si sente niente. Non si vede niente” (p. 160). Il silenzio e il buio sono assoluti. Ma subito dopo egli si lancia in una lunga e ricchissima riflessione descrittiva sulla natura, dove tutte le cose "continuano a morire e rinascere, a morire di nuovo, ogni cosa dentro lo stesso cerchio del dolore creato" (p. 161).

### Specularità e simmetria
Il protagonista e il bambino vivono ognuno sulla cima dei versanti opposti di una vallata, simili a due picchi di un moto ondoso separati da una comune gola.
Tutto il racconto è strutturato su binomi o antinomie, elementi fondamentali della concezione dell'autore sulla dualità indissolubile di vita e morte, buio e luce, notte e giorno.
Nella visione dell'autore, è appunto la tensione che si crea nel rapporto tra i due elementi del binomio ad avere un potere generativo. Il bambino e l'uomo, così come i due amanti del romanzo Gli incendiati, rappresentano nella dinamica del loro rapporto la vita capace di generarsi attraverso la morte, così come il buio della notte permettere di scorgere la luce di una piccola lampada.

## Lo stile
Nella Lettera all'editore che costituisce la prefazione al breve romanzo, Antonio Moresco spiega che esso è nato come "una piccola luna che si è staccata dalla massa ancora in fusione" (La lucina,  p. 6) del nuovo romanzo Gli increati, che andrà a chiudere il ciclo de Gli esordi e di Canti del caos.
Rispetto a tali due opere, La lucina evidenzia uno stile che, mentre non tradisce i canoni della scrittura di Moresco, si muove tuttavia con un passo più morbido. La tensione narrativa, che comunque conferma la vena caratteristica dell'autore, consistente nel divorare se stessa di parola in parola, conduce alla fine a considerare La lucina un romanzo in un'accezione più classica, che assume a tratti le sembianze di un'opera filosofica.
Antonio Moresco lo definisce "una piccola scatola nera" (p. 5) scaturita da una zona molto profonda della sua vita. Questo aspetto autobiografico e riflessivo si traduce in una scrittura dai colori meno accecanti, anche se sempre vividi, a momenti intrisi di un sentimento contiguo alla malinconia tutta giocata sull'indicativo presente e il passato prossimo.
Anche nelle descrizioni e nelle riflessioni sul caos raffigurato dall'avanzare distruttivo e incessante della natura, così come nella rappresentazione degli animali, delle rondini, delle lucciole, del rottweiler dalle zampe spezzate, si coglie una leggerezza che proviene dall'innocenza priva di sovrastrutture del bambino.
Le parole e le descrizioni si fanno più semplici senza perdere la forza visionaria di sempre, ma il continuo rapportarsi con l'immane grandezza della natura pulsante non può che essere rappresentato con una voce narrante infantile, dove tale termine assume un significato non diminutivo o spregiativo, ma anzi enfatizza una forza espressiva e descrittiva autentica e inesorabile, priva della malizia professionale dello scrittore 'tradizionale'.
La lucina è perciò tra le opere di Antonio Moresco una delle più leopardiane, anche per effetto di tale vena stilistica lirica e al tempo stesso disincantata, caratteristica del Leopardi de La ginestra o del Canto notturno di un pastore errante nell'Asia.

## Influssi e richiami letterari
Nelle opere di Moresco si scorge di frequente la “metabolizzazione” di varie opere e autori della storia della letteratura classica e più recente.
La straordinaria presenza del mondo naturale, sia esso animale, vegetale o minerale, che ne La lucina assurge ad un ruolo di protagonista, richiama e la concezione lucreziana dell'universo come aggregazione atomistica dell'universo, in continuo movimento, "una massa fluente e ritmica cantata" (Antonio Moresco, Lo sbrego, p. 71).
La formazione cattolica di Antonio Moresco, che lo stesso scrittore descrive in forma romanzata nella prima parte de Gli Esordi, nella figura del seminarista senza vocazione, appare nei tratti della figura del bambino così come in altri protagonisti delle sue opere.
La descrizione del sentimento dell'adulto nei confronti del bambino è carica di pietas intesa nell'accezione più profonda attribuita dal mondo classico a tale termine, come moto di misericordia scaturito da un profondo sentire comune.
Le allegorie nell'opera di Moresco sono uno strumento fondamentale e assolvono un vero e proprio compito di carattere filosofico. Per l'autore, l'allegoria è il significato etimologico della parola stessa, il 'dire altro' (Ruatti, La lotta per nascere, p. 92).  In quanto diversa dal simbolo e dalla metafora, l'allegoria è il mezzo perfetto per affermare il tema caro a Moresco: ogni personaggio e ogni interazione tra soggetti e cose possono assumere un significato qualunque, diverso, soggettivo.
L'incontro tra il protagonista e il cane rottweiler dalle zampe spezzate che lo segue fino a casa senza che si renda esplicito se l'atteggiamento della bestia è di minaccia o di affetto si offre al lettore con tutta la sua carica allegorica prestandosi alle più diverse e quindi soggettive interpretazioni e costituendo dunque l'enunciazione del principio per cui i significati sono infiniti.
Da molte parti della critica è stata affermata la vicinanza di Moresco a Leopardi  nella rappresentazione del rapporto tra uomo e natura, nel quale quest'ultima non ha alcuna funzione protettiva nei confronti del primo.
Ne La lucina assistiamo a una descrizione della natura e della sua interazione con i personaggi che ha caratteristiche leopardiane, quando ad esempio il protagonista descrive le manifestazioni sismiche che frequentemente la notte turbano i suoi sonni senza che lui abbia la possibilità di mettersi in salvo, se il tetto della sua casa dovesse crollare per effetto del terremoto.

## Edizioni
- Antonio Moresco, La lucina, collana coll. Libellule, Milano, Mondadori, 2013,  p. 168, ISBN 978-88-04-62508-7.

### Filmografia
La lucina (2019) regia di Jonny Costantino e Fabio Badolato, con Antonio Moresco nella parte del "Protagonista".
| Controllo di autorità | VIAF (EN) 926154198347320230006 |